# Christine Ahn
Christine Ahn (Corea del Sud, 1971) és una activista i escriptora sud-coreana. És coneguda per la seva tasca com a defensora dels drets de les dones i per la seva lluita en contra de la guerra i la militarització a la península coreana. Ahn és cofundadora i presidenta de la Women Cross DMZ, una organització internacional que treballa per aconseguir la pau i la reunificació de Corea del Nord i Corea del Sud. També és autora de diversos llibres i articles sobre temes de gènere, política i pau. Christine Ahn resideix a Los Angeles, on continua la seva tasca com a activista i escriptora.

## Trajectòria
Ahn va néixer a Corea del Sud i va emigrar als Estats Units quan tenia 3 anys. És la menor de deu germans, sent nou dones, i es va adonar del paper de la dona en la societat amb la seva mare, que, malgrat la seva falta d'educació i d'haver passat per una guerra i una dictadura, mantenia a la seva família i la mantenia unida.
Té un màster en Política internacional de la Universitat de Georgetown i un títol en horticultura ecològica de la Universitat de Califòrnia, i va rebre una beca de recerca de la Universitat de Michigan per estudiar els esforços de les dones de Corea del Nord i del Sud que lluiten per construir la pau a la zona desmilitaritzada de Corea (DMZ).
En 2005, Ahn va ser una de les fundadores del institut policial (KPI), un institut educatiu-acadèmic creat pels coreà-nord-americans. Gairebé una dècada després, en 2014, es va convertir també una de les fundadores del cross de dones DMZ, un moviment mundial de les dones que advoca per la finalitat del conflicte entre Corea del Nord i Corea del Sud, per poder fer una reunificació familiar i per assegurar el lideratge de les dones en la construcció de la pau.

### Women Cross DMZ
El 24 de maig de 2015, un grup de 30 dones activistes per la pau, entre elles la periodista feminista Gloria Steinem i dues guanyadores del Premi Nobel de la Pau, Mairead Maguire, Irlanda del Nord, i Leymah Gbowee, de Libèria, van creuar la zona desmilitaritzada marxant de Corea del Nord a Corea del Sud per exigir un tractat que posés fi formalment al conflicte coreà i reunificara a la península.
Dos anys després, en 2017, Ahn, que era la coordinadora internacional de la campanya de cros de dones DMZ, no va poder entrar a Corea del Sud. Segons el Ministeri de Justícia de Corea del Sud, la seva presència podria perjudicar els interessos nacionals i la seguretat pública. En una entrevista amb el periòdic The New York Times, Ahn va declarar que sospitava que havia estat inclosa en una llista negra a Corea del Sud per la llavors presidenta Park Geun-hye a causa de la seva participació en l'organització de la campanya.

## Reconeixements
OMB Watch ha inclòs a Ahn en la seva Junta de Mèrit com un estel en ascens d'interès públic i tant la Fundació Agape com la Fundació Wallace Alexander Gerbode l'han reconegut pel seu activisme per la pau.